# Luci Vil·li Annal (pretor 43 aC)
Luci Vil·li Annal (en llatí: Lucius Villius Annalis) va ser un magistrat romà que formava part de la gens Víl·lia. Era descendent de Luci Vil·li, que va adquirir el cognomen d'Annal. Pertanyia a la tribu Pomptina.
Va ser pretor l'any 43 aC. Va ser proscrit pels triumvirs i portat a la mort per una traïció del seu fill. El seu fill va ser assassinat poc després en una baralla de borratxos pels mateixos soldats que havien mort al seu pare. Probablement és el mateix personatge que Ciceró esmenta en una lletra dirigida a Marc Celi Rufus.